# Karola Hesse
Karola Hesse, geb. Schrinner (* 16. Februar 1935 in Bad Liebenwerda), ist eine deutsche Rechtswissenschaftlerin. Sie war ordentliche Professorin für die Fachrichtung Wirtschaftsrecht an der Universität Halle.

## Leben
Sie wurde als Tochter des Reichsbahn-Beamten Josef Schrinner und dessen Ehefrau Paula, geborene Urban, im damals zur Provinz Sachsen und heute zu Brandenburg gehörenden Heil- und Kurbad geboren.

### Bildungsweg
Nach dem Besuch der Volks- bzw. Grundschulen in den Jahren 1941 bis 1949 in Kreba, Posen und Halle konnte sie in der Saalestadt das Abitur an der Adolf-Reichwein-Oberschule 1953 ablegen. Von 1953 bis 1957 studierte sie an der Juristischen Fakultät der Universität Halle Rechtswissenschaft und schloss das Jurastudium mit dem Staatsexamen ab. Anschließend wurde sie als wissenschaftliche Assistentin im Institut für Staatsrecht an der Universität Halle angestellt. Als promovierte wissenschaftliche Oberassistentin an der Juristischen Fakultät der Martin-Luther-Universität Halle-Wittenberg nahm sie zusammen mit dem Rektor Friedrich Wolf an der 4. Hochschulkonferenz der DDR am 2. und 3. Februar 1967 in Berlin teil und berichtete dort „über Probleme der Nachwuchswissenschaftler bei der Erziehung und Ausbildung“ der Studierenden sowie darüber, „wie an ihrer Fakultät gegenwärtig fünf besonders begabte Studenten ein halbes Jahr früher ihr Examen abschließen“ würden.
Ihre Doktorarbeit auf dem Gebiet Staatsrecht der DDR hatte sie am 11. September 1962 erfolgreich verteidigt. Das Thema lautete: Die staatliche Leitung auf dem Gebiet des Gesundheits- und Arbeitsschutzes durch die Stadtverordnetenversammlung und ihre Organe im Stadtkreis in der Periode des vollentfalteten Aufbaus des Sozialismus in der Deutschen Demokratischen Republik. In der Folgezeit arbeitete sie als Oberassistentin an der Hallenser Juristischen Fakultät.

### Stellvertreterin für Forschung des Sektionsdirektors
Sie wurde mit Wirkung vom 1. September 1968 zur „Dozentin für das Recht der Wirtschaftsführung“ berufen und nahm zugleich die Funktion des „Stellvertreters für Forschung“ an der Seite des Dekans Rudolf Hieblinger, auch nach dessen Umberufung zu Beginn der dritten  Hochschulreform der DDR 1968 zum „Sektionsdirektor“ bis 1975 wahr.
Ihre Habilitationsschrift verfasste sie im Jahre 1970 zum Thema Die Weiterentwicklung der Erzeugnisgruppenarbeit im ökonomischen System des Sozialismus. Die Arbeit wurde in der DDR mit dem Geheimhaltungsgrad VD (Vertrauliche Dienstsache) versehen.

### Professorin an der Universität Halle
1972 wurde sie zur ordentlichen Professorin an der Martin-Luther-Universität Halle-Wittenberg berufen.

### Persönliches
Sie heiratete den Diplom-Chemiker Helmut Hesse. Aus familiären Gründen unterbrach die Juristin im August 1961 ihre wissenschaftliche Tätigkeit als Assistentin an der Juristischen Fakultät der Universität Halle und wurde halbtags für ein Jahr Doktorandin im Rahmen einer planmäßigen Aspirantur der DDR.

## Veröffentlichungen (Auswahl)
- Lehr- und Studienmaterial zum Wirtschaftsrecht. Heft 5. Berlin 1974.
- Zur wirtschaftsrechtlichen Stellung von Betriebsteilen. Mitautor: Rolf Schüsseler. In: Wirtschaftsrecht. Zeitschrift für Theorie und Praxis; ISSN 0323-505X, 1975, S. 95.
- Weitere Bemerkungen zur Gliederung des Wirtschaftsrechts. Mitautor: Rolf Schüsseler. In: Staat und Recht, Jahrgang 25, Heft 10/1976, S. 1066–1075, ISSN 0038-8858.
- Vervollkommnung der wirtschaftlichen Rechnungsführung und Entwicklung des Wirtschaftsrechts. Mitautoren: Claus Biefeld, Rolf Schüsseler. In: Staat und Recht, Jahrgang 33, Heft 8/1984, S. 630–641, ISSN 0038-8858.
- Rechtsgrundlagen für den Meister. Lehrbuch für die Grundlagenbildung der Meister. Mitautor Claus Biefeld, Berlin 1988, ISBN 3-349-00327-3.
- Grundfragen der Subjektstellung in einem marktwirtschaftlichen System der DDR. Mitautor Rolf Schüsseler. In: WR (Wirtschaftsrecht) 2/1990, S. 37, ISSN 0323-505X
- Überlegungen zur Neubestimmung der Wirtschaftsrechtskonzeption. Mitautor Rolf Schüsseler. In: WR (Wirtschaftsrecht) 3/1990, S. 61, ISSN 0323-505X